# Sabotage (film)
Sabotage, ook uitgebracht onder de titel The Woman Alone, is een Britse suspensefilm uit 1936, geregisseerd door Alfred Hitchcock. De film is gebaseerd op de roman The Secret Agent van Joseph Conrad. De film dient niet te worden verward met Hitchcocks film Saboteur uit 1942.

## Verhaal
Karl Verloc, de eigenaar van een bioscoop, is buiten weten van zijn omgeving om lid van een groep saboteurs uit een niet nader gespecificeerd Europees land. Ze plannen een reeks aanslagen op verschillende doelwitten in Londen, maar het motief van deze daad is niet geheel duidelijk. Scotland Yard verdenkt Verloc van betrokkenheid bij de saboteurs en stuurt detective-sergeant Ted Spencer om Verloc in de gaten te houden. Spencer doet zich voor als een nieuwe medewerker van de groenteboer naast Verlocs bioscoop, zodat hij dicht bij Verloc in de buurt kan komen.
Verlocs jonge vrouw weet niets van zijn plannen, en meent dat hij een eerlijke en goede man is. Ook haar broertje Stevie, dat bij hen inwoont, vermoedt niks. Langzaam begint ze echter toch iets te vermoeden. Wanneer Verlocs groep een aanslag pleegt op een bus, waarbij onder andere Stevie om het leven komt, beseft ze Verlocs ware aard. De bom waarmee de bus tot ontploffing is gebracht zat namelijk in een filmblik dat Verloc aan Stevie had gegeven met de opdracht dit naar het metrostation onder Piccadilly Circus te brengen, zonder dat de jongen wist wat hij nu echt vervoerde.
Verloc bekent tegenover zijn vrouw dat hij inderdaad het brein achter de aanslag is, maar schuift de schuld van Stevies dood af op Scotland Yard en Spencer. Volgens hem weerhielden zij hem ervan de bom zelf te vervoeren, waardoor hij Stevie wel moest sturen. Verlocs vrouw weet echter genoeg. Tijdens het avondeten steekt ze Verloc dood met een mes. Wanneer Spencer arriveert om Verloc te arresteren en ontdekt wat er is gebeurd, dringt hij er bij Verlocs vrouw op aan dat ze niet aan de politie opbiecht wat ze gedaan heeft. Wanneer ze toch haar verhaal aan een agent wil vertellen, wordt Verlocs bioscoop vernietigd door een explosie waardoor alle bewijzen van de door haar gepleegde moord worden vernietigd.
Aan het eind van de film ziet men Mrs. Verloc en Spencer samen weglopen.

## Rolverdeling
| Acteur           | Personage             |
| ---------------- | --------------------- |
| Sylvia Sidney    | Mrs Verloc            |
| Oskar Homolka    | Karl Anton Verloc     |
| Desmond Tester   | Stevie                |
| John Loder       | Sergeant Ted Spencer  |
| Joyce Barbour    | Renee                 |
| Matthew Boulton  | Superintendent Talbot |
| S.J. Warmington  | Hollingshead          |
| William Dewhurst | De Professor          |
| Charles Hawtrey  | Leergierige jongen    |
| Peter Bull       | Michaelis             |

## Achtergrond
Hitchcock bracht enkele grote wijzigingen aan in Conrads roman. In het boek wordt gesuggereerd dat Verlocs opdrachtgevers voor een aanslag op het Greenwich Observatorium uit het voormalige Keizerrijk Rusland komen. In Hitchcocks film wordt deze suggestie weggelaten en komen de buitenlandse saboteurs uit een niet nader gespecificeerd land. Omdat de film werd geproduceerd in de jaren vlak voor de Tweede Wereldoorlog, namen veel kijkers automatisch aan dat de saboteurs afkomstig moesten zijn uit nazi-Duitsland. Dit wordt in de film echter niet bevestigd. Hitchcock veranderde de voornaam van de primaire antagonist van Adolf, zoals hij in het boek heet, naar Karl, mogelijk om de suggestie van een verwijzing naar Adolf Hitler te voorkomen. Het boek eindigt ook anders, met de mysterieuze verdwijning van Mrs. Verloc. Het enige wat ze van haar terugvinden is haar trouwring op een dekstoel van het schip waarmee ze Engeland ontvlucht.
Het personage Stevie, en vooral zijn gewelddadige dood, worden in de film door Hitchcock gebruikt als metafoor van hoe de onschuldigen moeten lijden onder geweld. Critici waren niet allemaal even te spreken over de scène. Sommigen vonden ze zelfs onnodig en wreed. Hierop gaf Hitchcock toe dat hij de scène wellicht beter weg had kunnen laten.
Omdat de film zich deels afspeelt in en rond een bioscoop, kon Hitchcock er referenties naar andere films in verwerken, zoals Walt Disneys korte film Who Killed Cock Robin?.
Hitchcock wilde eigenlijk Robert Donat, met wie hij eerder samen had gewerkt in The 39 Steps, de rol van detective Spencer geven, maar Donat moest de rol afslaan omdat hij last had van chronische astma. Voor Sylvia Sidney was Sabotage haar enige samenwerking met Hitchcock.